# Institut de Recerca Biomèdica
|  | Aquest article tracta sobre l'IRB de Barcelona. Si cerqueu el de Lleida, vegeu «Institut de Recerca Biomèdica de Lleida». |

L'Institut de Recerca Biomèdica (IRB Barcelona) és un centre de recerca biomèdica que treballa per aconseguir una vida lliure de malalties.
L'IRB Barcelona va ser fundat l'any 2005 per la Generalitat de Catalunya i la Universitat de Barcelona (UB), i està ubicat al Parc Científic de Barcelona (PCB). És un centre CERCA i forma part del Barcelona Institute of Science and Technology (BIST).
L'IRB Barcelona va ser fundat l'Octubre de 2005 per la Generalitat de Catalunya, la Universitat de Barcelona i el Parc Científic de Barcelona. El director de l'Institut és el Dr. Francesc Posas. L'Institut compta amb el segell Distintiu de Centre d'Excel·lència Severo Ochoa, del Ministeri de Ciència i Innovació d'Espanya (2011).
El 2015 passa a ser part del Barcelona Institute of Science and Technology (BIST), creat el mateix any per agrupar centres d'excel·lència en recerca de diferents camps.

## Missions
La missió de l'IRB Barcelona és fer recerca multidisciplinària d'excel·lència per oferir solucions pioneres a necessitats mèdiques no resoltes en el càncer i altres malalties vinculades a l'envelliment.
L'Institut té la finalitat de fer arribar els resultats de la seva recerca als pacients a través de la transferència de tecnologia, establint col·laboracions amb la indústria farmacèutica i els principals hospitals.
El centre està també compromès amb el coneixement, oferint la millor formació en ciències biomèdiques a joves investigadores i investigadors, estudiants i visitants, i mantenint un diàleg obert amb la ciutadania a través de diferents iniciatives de comunicació i divulgació científiques.

## Ubicació
Les dependències de l'IRB Barcelona estan ubicades al Parc Científic de Barcelona. L'entorn on es troba l'IRB Barcelona també acull centres de recerca de diferents empreses del sector farmacèutic i biotecnològic, així com serveis tècnics i plataformes tecnològiques d'última generació.

## Organització
A partir del Patronat, la Junta de Govern i el Comitè Científic Internacional, l'IRB Barcelona s'estructura en tres grans àrees:

PROGRAMES DE RECERCA
- Càncer: El Programa del Càncer centra els seus esforços a desvelar els processos moleculars, cel·lulars i fisiològics que condueixen al càncer i la complicació més mortal d’aquesta malaltia, és a dir, la metàstasi. Els estudis detallats dels mecanismes responsables de la transformació maligna i de la relació entre les cèl·lules mare i el càncer milloraran les possibilitats de trobar solucions i, per tant, marcaran una diferència significativa en la vida dels pacients.

- Envelliment i Metabolisme: El Programa d’Envelliment i Metabolisme se centra a desxifrar els mecanismes subjacents del procés d’envelliment i els trastorns associats en les vies metabòliques. La tasca de recerca en aquests camps pretén desenvolupar teràpies de precisió per a les malalties relacionades amb l'envelliment, posant èmfasi en les multimorbiditats, amb el propòsit de garantir un envelliment saludable.

- Mecanismes de Malaltia: Les malalties humanes es caracteritzen per alteracions en les funcions cel·lulars i moleculars. El Programa de Mecanismes de la Malaltia està dedicat a comprendre la funció correcta de la cèl·lula i, per tant, a identificar les bases subjacents de les condicions patològiques. El programa aplica un enfocament altament interdisciplinari, que abasta genètica, proteòmica i models animals de malalties humanes, per tal de proporcionar respostes a preguntes fonamentals en ciències de la vida.

PLATAFORMES CIENTÍFIQUES
- Bioestadística / Bioinformàtica: L'objectiu de la unitat de Bioestadística / Bioinformàtica és impulsar la recerca col·laborativa així com oferir serveis consultius i recursos per la recerca quantitativa a tots els grups d'investigació de l'IRB Barcelona.
- Espectrometria de Masses: La plataforma científica d'espectrometria de masses està equipada amb espectròmetres de resolució alta que incorporen tècniques MS.

- Expressió de Proteïnes: La plataforma científica d'expressió de proteïnes posa a l'abast de la comunitat científica un ampli ventall de serveis d'alt rendiment.

- Genòmica Funcional: La plataforma científica de genòmica funcional ofereix eines d'última generació per fer recerca genòmica.
- Microscòpia Digital Avançada: La Plataforma Científica de Microscopia Digital Avançada ofereix una extensa gamma de serveis de microscopia de llum als grups de recerca de l'IRB Barcelona i del PCB.
- Mouse Mutant: La plataforma genera models murins de malaltia i desenvolupament per a investigadores i investigadors de l'IRB Barcelona i els seus col·laboradors/es.

Altres serveis científics de l'IRB Barcelona
- Servei d'injecció de Drosophila

El col·lectiu investigador de l'IRB Barcelona també té accés a serveis i plataformes del Parc Científic de Barcelona (PCB), a la unitat de Serveis Científicotècnics de la Universitat de Barcelona (UB), així com a un conjunt de plataformes tecnològiques, també localitzades al PCB.

ADMINISTRACIÓ

### Patronat
El Patronat és el consell d'administració del Institut i és el responsable de la supervisió de totes les activitats de recerca, d'aprovar les despeses ordinàries i d'assegurar que s'aconseguexin els objectius anuals. El Patronat de l'IRB Barcelona està format per nou membres i està presidit pel Conseller d’Empresa i Coneixement de la Generalitat de Catalunya.

### Comitè Científic Internacional
El treball científic de l'IRB Barcelona és regularment avaluat per un Comitè Científic Internacional que comprèn 15 destacats científics internacionals en biomedicina. La tasca principal del comitè és orientar la direcció de l'IRB Barcelona en el disseny de l'estratègia científica i les activitats de recerca relacionades.

### Consell Assessor Empresarial
El seu objectiu és assessorar l’IRB Barcelona en matèria d’innovació i transferència tecnològica. Està format per representants de companyies farmacèutiques, empreses de capital risc i agents especialitzats a promoure acords de col·laboració empresarial.

## Relacions Institucionals